# Spišské Tomášovce
Spišské Tomášovce é um município da Eslováquia, situado no distrito de Spišská Nová Ves, na região de Košice. Tem 13,62 km² de área e sua população em 2018 foi estimada em 2.102 habitantes.

## Demografia
| Ano:        | 1994 | 2004    | 2014 | 2024    |
| ----------- | ---- | ------- | ---- | ------- |
| Broj ljudi: | 1316 | 1580    | 1896 | 2241    |
| Razlika:    |      | +20,06% | +20% | +18,19% |

| Ano:               | 2023 | 2024   |
| ------------------ | ---- | ------ |
| Número de pessoas: | 2208 | 2241   |
| Diferença:         |      | +1,49% |